# أليسون براونر
أليسون براونر (بالإنجليزية: Alison Browner)‏ هي مغنية ومغنية أوبرا أيرلندية، ولدت في 22 سبتمبر 1957 في دبلن في جمهورية أيرلندا.

## وصلات خارجية
- أليسون براونر على موقع ميوزك برينز (الإنجليزية)
- أليسون براونر على موقع أول ميوزيك (الإنجليزية)
- أليسون براونر على موقع ديسكوغز (الإنجليزية)